# Praktica EE2

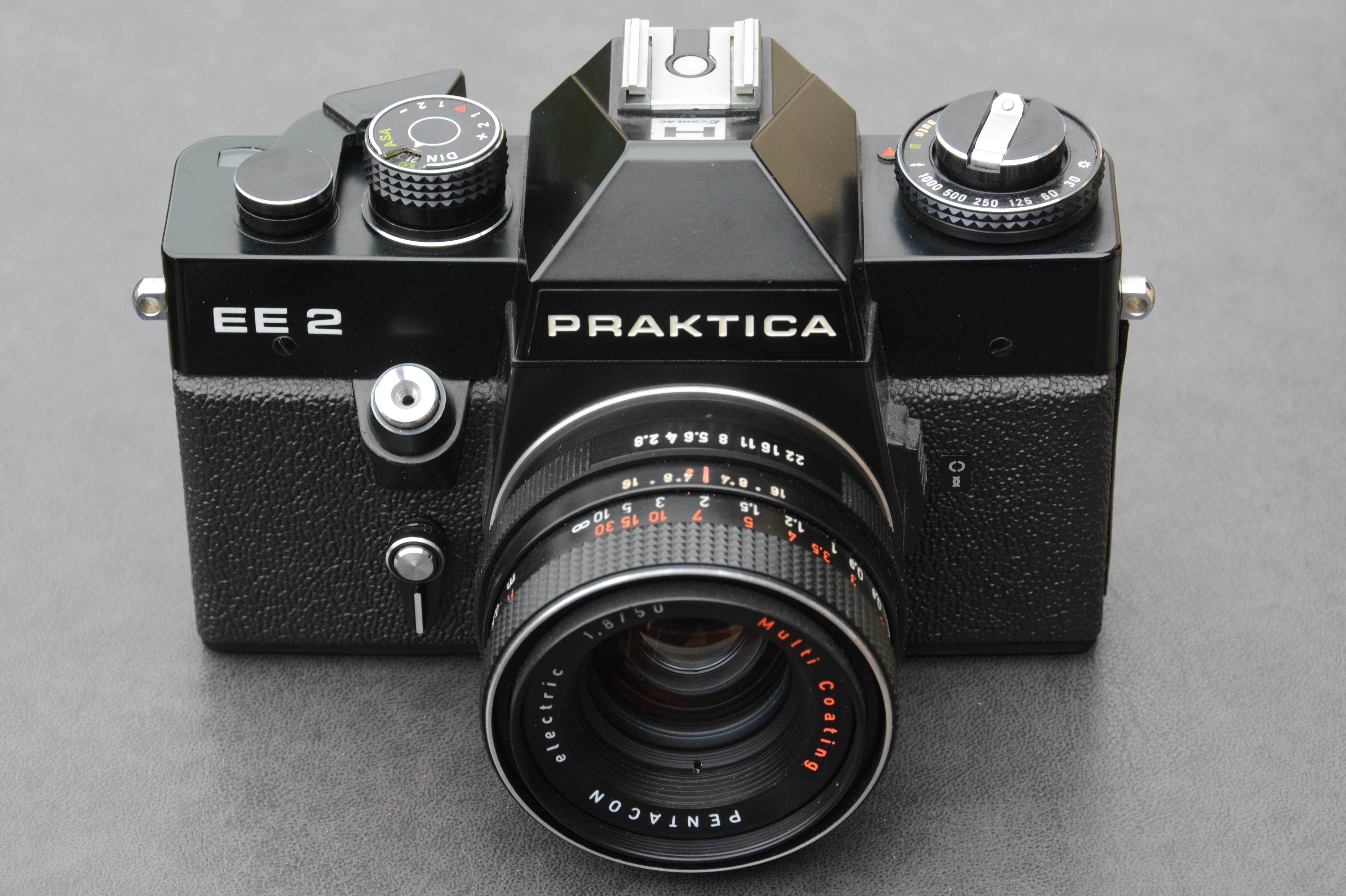
Praktica EE2 Kleinbildspiegelreflexkamera

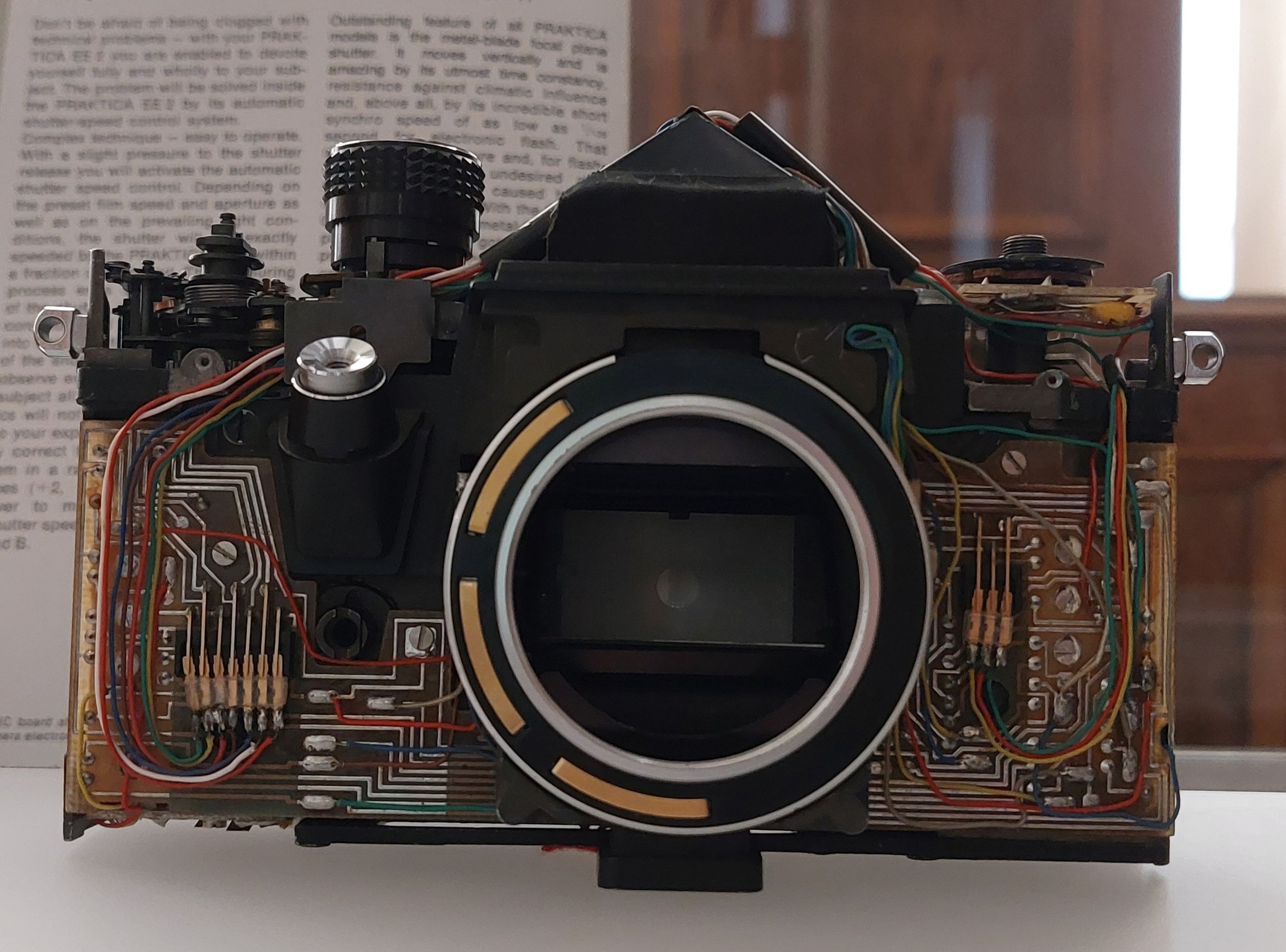
Innerer Aufbau der Praktica EE2

Die Praktica EE2 ist eine Kleinbildspiegelreflexkamera aus der Praktica-Serie des VEB Pentacon. Sie wurde ab 1976 produziert.

## Vollautomatische, einäugige Spiegelreflexkamera mit Zeitautomatik
Die Praktica EE2 ist die erste Praktica-Kamera des VEB Pentacon mit vollautomatischer Belichtungseinstellung. Sie verfügt über eine Zeitautomatik bei Blendenvorwahl. Die Kamera gehört zur zweiten Generation der Praktica L-Serie, die neben dem Basismodell Praktica L mit der Praktica LLC (1. Generation) von 1969 und der in diesem Zusammenhang eingeführten „electric“-Objektivserie (sog. Electric-Objektive) die Offenblendenmessung realisierte. Das Nachfolgemodell Praktica EE3 ist weitgehend baugleich, hat aber dank vergüteter Optik ein helleres Sucherbild.
Es existiert ein Prototyp der EE3, bei welchem die Typenbezeichnung noch im Stil der EE2 gehalten ist, die aber über erweiterte manuelle Belichtungszeiten verfügt. Diese funktionelle Weiterentwicklung kam im Serienmodell der EE3 nicht mehr zum Einsatz, da zeitgleich vom VEB Pentacon die Entwicklung der neuen Kamerageneration mit Bajonettanschluss (Vierte Generation „Praktica B-Reihe“) forciert wurde. Der Prototyp stellt bei den Spitzenmodellen der Dritten Generation („Praktica L-Reihe“) mit elektrischer Blendenwertübertragung bei Offenblendenmessung und Zeitautomatik die höchste Entwicklungsstufe dar.

## Offenblendenmessung, das Electric-Objektiv
Die Vorwahl der Blende erfolgt am Objektiv durch den gewohnten Blendenring, wobei Objektive der „electric“-Reihe als Besonderheit bei M42-Kamerasystemen die Offenblendenmessung gestatten, d. h. das Objektiv wird erst bei der Belichtung auf den vorgewählten Blendenwert abgeblendet, die vorgewählte Blende wird auch ohne Abblenden zur Belichtungsmessung herangezogen, in dem im Objektiv ein Potentiometer auf eine dem Blendenwert zugeordnete Stellung gebracht wird. Diese gibt dem Kameragehäuse über drei Kontakte den zugehörigen Blendenwert weiter, der dann vom Belichtungsmesser berücksichtigt wird. Das Schließen der Blende bei der Belichtung übernimmt dann die bei Praktica als „Automatikblende“ bezeichnete und bereits bei früheren Gehäuse- und Objektivserien vorhandene Springblende.
Als Besonderheit ist zu verzeichnen, dass auch für die zum Pentacon-SIX-System gehörenden Objektive M42-Adapter angeboten wurden, die das mechanische Blendenübertragungssystem der SIX auf die „electric“-Funktionalität der Praktica übertrugen, somit waren z. B. die Zeiss-Sonnare 1:2,8/180mm und 1:4/300mm (und alle anderen Objektive der SIX mit Offenblendenfunktion) an der Praktica bei Offenblendenmessung verwendbar, auch wenn nach der Aufnahme die Blende dieser adaptierten Objektive durch manuelle Bedienung eines kleinen Hebels am Adapter wieder zu öffnen war.

### Abwärtskompatibilität zu älteren Systemen
Im Gegensatz zu vielen anderen Herstellern wahrte Pentacon die Abwärtskompatibilität zu eigenen und fremden älteren Objektiven. Objektive ohne „electric“-Funktionalität müssen bei vorhandener Umschaltung „A“/„M“ auf „M“ für manuelle Blendenbetätigung umgestellt werden, die Belichtungsmessung erfolgt dann bei Arbeitsblende, was zusätzlich an der Kamera mit einem Schalter umgestellt werden muss (Schieber seitlich am Spiegelkasten gegenüber dem Auslöser). Damit können auch alle alten Objektive mit „Vorwahlblende“ unproblematisch weiter verwendet werden.

### Kompatibilitäts-Einschränkungen
Die Verwendung von Objektiven, die nur über eine Springblende, nicht aber über eine manuelle Blendenfunktion verfügen („A“/„M“-Umschalter fehlt, nur „A“-Funktion), ist erschwert, da keine Kontrolle der Belichtung mehr erfolgen kann. Die Möglichkeit, die Blende zur Kontrolle der Belichtungszeit auf den Arbeitsblendenwert zu schließen ist mit dem Entfall der Abblendtaste nicht mehr gegeben.

## Weitere Grundfunktionen
Einige Verschlusszeiten können auch manuell eingestellt werden. Wie bei allen Praktica-Gehäusen neuerer Form üblich, hat der Auslöseknopf den üblichen Drahtauslösergewindeanschluss, die Blitzsynchronisation (X) ist über einen Zubehörschuh und eine Buchse möglich. Die Bodenplatte trägt ein Stativgewinde. Das PL-System sollte das Filmeinlegen vereinfachen.
Die Stromversorgung erfolgt über eine PX 21 Batterie. Ohne Batterie stehen als Belichtungszeiten nur B (für Langzeitbelichtungen) und die Blitz-Synchronisationszeit zur Verfügung. Im Sucher wird auf der rechten Seite die jeweils von der Belichtungsautomatik gewählte Verschlusszeit angezeigt.

## Trivia
Sigmund Jähn flog 1978 mit einer Praktica EE2 im Rahmen des Interkosmos-Raumfahrtprogramms an Bord von Sojus 31 zur Raumstation Saljut 6.